# 課外活動
課外活動（かがいかつどう）とは学校において、正規の教育課程のほかに実施される活動のことである。課外とは、教育課程外の略である。また、正規の教育課程は正課（せいか）と呼ばれることもある。

## 概要
課外活動については、法令や告示、学則などの諸規則で、すべての学習者が行う活動として規定されていない活動を指すのが通例である。
初等教育の課程（小学校など）や中等教育の課程（中学校、高等学校、中等教育学校など）では、教育課程の基準として学習指導要領が適用される。学習指導要領には、特別活動などの教科外活動が定められているが、教科外活動は、学習指導要領によって全員が行う正規の教育課程とされ、課外活動でない。
特別活動には、学級活動・ホームルーム活動、児童会活動・生徒会活動（どちらも委員会活動を含む）、クラブ活動（初等教育のみ。「部活動」とは別物）、学校行事があり、初等教育の課程（小学校など）や中等教育の課程（中学校、高等学校、中等教育学校など）における課外活動は、これらの活動を除いた活動である。具体的には部活動（「クラブ活動」という場合もある）、課外授業などとなっている。
なお、大学などの高等教育の課程では学習指導要領の適用はされないため、特別活動に提示されている活動は、各学校が特に正規の教育課程であることを明示しない限り課外活動である。したがって高等教育の課程における課外活動は、具体的に学生自治会活動、クラブ活動（サークル活動）、学校行事、課外授業などである。

## 歴史
特別活動は、第二次世界大戦後に初めて設けられたものであり、それ以前は、これらの活動は全て課外活動であった。そのため、特別活動に規定されている活動を課外活動ということも全くないわけではない。

## 課外活動の例
- クラブ活動 - 部活動のこと。なお初等教育（小学校など）では正規の教育課程として、部活動とは別に設定されている。
- 学生自治会活動
- 学校行事（学園祭、文化祭など） - 高等教育の課程（大学など）のみ
- 課外授業
- 朝課外